# New Glenn
New Glenn är en privatfinansierad flerstegsraket, utvecklad och tillverkad av företaget Blue Origin. Den kommer kunna lyfta 45 ton till låg omloppsbana runt jorden. Raketens första steg kommer även vara återanvändbart.
Första uppskjutningen gjordes den 16 januari 2025.  

## Första steg
Första steget drivs av sju BE-4-motorer, vilka också är konstruerade och tillverkade av Blue Origin.

## Andra steg
Andra steget drivs av två BE-3U-motorer, även dessa konstruerade och tillverkade av Blue Origin.

## Tredje steg
Tidigare planerades även en trestegs version av raketen. Men sedan 2019 är det inte längre aktuellt.